# Anwesenheitssimulation
Die Simulation der Anwesenheit von Wohnungsnutzern bei zeitweiliger Abwesenheit soll dem Schutz vor einem Einbruch dienen. Durch Systeme der Gebäudeautomation werden entsprechend dem regulären Nutzungsverhalten von außen beobachtbare Systeme in der Wohnung betätigt:
- Rollladen oder Jalousien werden auf- und zugefahren
- Lampen in den Zimmern der Wohnung werden an- und ausgeschaltet
- Geräusche von zeitweise eingeschalteten Radio oder TV-Geräten sind hörbar
- Rasensprenger werden ein- und ausgeschaltet.

Dadurch wird einem potentiellen Einbrecher außerhalb der Wohnung der Eindruck vermittelt, dass die Nutzer der Wohnung anwesend seien. Dies kann aber nur gelingen, wenn auch auf die folgenden Dinge geachtet wird:
- der Briefkasten darf wegen nicht geleerter Post nicht überquellen
- das Telefon muss weitergeleitet werden
- Blätter und Laub dürfen nicht längere Zeit auf dem Zugangsweg oder der Einfahrt liegen bleiben.
- die Gegensprechanlage sollte beantwortet werden

## Einsatz von Fernsteuerung und Smart Home
Durch technische Fortschritte der Digitalisierung vor allem im Bereich des Smart Homes ist die Anwesenheitssimulation beispielsweise trotz großer Entfernung zum Wohnort möglich. So ermöglichen Apps in Verbindung mit dem heimischen WLAN-Netz und teils zugehörigen Hardware-Komponenten eine Fernsteuerung zahlreicher Funktionen in vielfältiger Hinsicht. Die Steuerung wird nachhaltig vereinfacht und eine Angewiesenheit auf die Zuverlässigkeit von Nachbarn o. A. besteht nicht mehr.